# El tesoro de los piratas de Guayacán
El tesoro de los piratas de Guayacán: relación verídica es una novela escrita en 1935 por Ricardo Latcham Cartwright. La obra relata una presunta investigación llevada a cabo por el autor, relacionada con antiguos vestigios piratas del siglo XVII encontrados enterrados en las cercanías del puerto de Coquimbo. A medida que se desarrolla la historia estos vestigios y documentos piratas van entregando una serie de pistas que develarían el lugar donde se ubicaría un tesoro oculto en la bahía de Guayacán.
Cabe destacar que el libro contiene una base verídica, los datos recogidos y descripciones geográficas corresponden aproximadamente a la bahía citada.
Esta obra originó la leyenda del tesoro de Guayacán, quizás el último destello de la fiebre de buscadores de tesoros a fines del siglo XIX inspirados por otra novela histórica, “La Isla del Tesoro”(1883) de Robert Louis Stevenson.

## Imaginario
La historia probablemente se funda en las leyendas de piratas y corsarios que traían consigo los británicos que se establecieron en la provincia de Coquimbo a fines del siglo XIX (entre ellos el mismo Latcham), sumado a las historias reales de piratas que intentaron atacar en épocas coloniales a la ciudad de La Serena ubicada a unos 10 kilómetros al norte de Guayacán, en sus mayoría ataques frustrados salvo por el del pirata Bartolomé Sharp, que de manera fortuita encuentra a la ciudad de La Serena indefensa, sin milicias, armas, ni pólvora.

## Ediciones
Esta obra fue publicada por primera vez en 1935 por la editorial Nascimento, el libro nuevamente aparece en pono publicado por la misma editorial. Luego en 1983 se crea una nueva edición de este libro realizada por la editorial Andrés Bello, pero carente de las ilustraciones aparecidas en versiones anteriores.

## Personajes
Ricardo Latcham Cartwright: Destacado arqueólogo y antropólogo, de profesión ingeniero, también sobresale como etnólogo y folclorista, fue director del Museo Nacional de Historia Natural de Chile. El único personaje real de la historia.
Manuel Castro: campesino local que comienza a excavar en Guayacán junto a su hermana, luego de conocer a un grupo de buscadores extranjeros de tesoros, que según esta obra, en 1926 exploraron y excavaron parte de la bahía de Guayacán. Este personaje se caracteriza por ser muy desconfiado, supersticioso y casi analfabeto.
Rita Castro: hermana de Manuel Castro, personaje más letrado que su hermano Manuel.
Señor X: comerciante argentino establecido en el puerto de Coquimbo, de mayor nivel cultural y económico que los hermanos Castro, colabora facilitando sus contactos en Argentina y Santiago para traducir los pergaminos y placas de cobre con inscripciones.
Doctor Cohe: contacto del Señor X en Santiago para traducir las placas y pergaminos. También es profesor de lenguas orientales, doctor de filología y docente de un establecimiento educacional de la capital de Chile.
"Traductor de Buenos Aires": personaje anónimo cercano al señor X y que descifra los mensajes de gran parte de las piezas encontradas. Él es quien destruye todos los pergaminos hechos con piel de nutria.

## Piratas descritos en los pergaminos y placas
- Enrique Drake, un supuesto hijo de Sir Francis Drake.[1]
- Subatol Deul, pirata hebreo.
- Ruhual Dayo, pirata normando o flamenco.
- Sudel Deul, hebreo, padre de Subatol Deul.
- Sevartay, pirata turco.
- De Baniel, pirata probablemente moro o árabe.
- Sumastage, navegante turco.
- Madel Saden, navegante egipcio.
- Fedel Sida, pirata normando.

## Argumento
La historia se divide en tres partes.

### Primera parte
La historia comienza con la llegada de un barco a la tranquila bahía de Guayacán, de él desembarca un grupo de extranjeros que luego crean un pequeño campamento procediendo a realizar diversas excavaciones en la bahía. Un curioso campesino local llamado Manuel Castro se les acerca y a través de uno de ellos que hablaba español logra averiguar que este grupo intenta encontrar un antiguo tesoro pirata supuestamente enterrado en la zona. Pasan las semanas y los extranjeros desanimados sin encontrar siquiera rastros del tesoro vuelven a su barco de vuelta a sus país de origen. Manuel Castro intrigado con la historia decide posteriormente continuar las excavaciones por su cuenta. Con gran fortuna logra encontrar en las costas de Guayacán diversos objetos y pergaminos con extrañas inscripciones que no logra entender. Manuel lleva todos estos pergaminos y objetos donde su hermana Rita, algo más letrada que él para que le ayude. Juntos continúan la búsqueda dando con el paradero de una buena cantidad de objetos y vestigios indescifrables para su escasa instrucción. Debido a esto se valen de un comerciante argentino establecido en el puerto de Coquimbo llamado “Señor X” que suponían lograría traducir los pergaminos, hecho que lamentablemente no sucede viéndose obligados a llevar los antecedentes a Santiago para que un personaje versado en lenguas antiguas llamado “Doctor Cohe” los estudie.

### Segunda parte
El señor X y Castro viajan a Santiago con la finalidad de entrevistarse con el "Doctor Cohe", este personaje experto filólogo en la imposibilidad de poder descifrar completamente los elementos encontrados y notando que aquellos podían ser un acontecimiento importante para la historia chilena se vio en la necesidad de pedir ayuda al director general del DIBAM. Este director lo deriva con Ricardo Latcham, director del Museo de Historia Natural, para que se haga cargo del asunto. Ambos se reúnen en la Biblioteca Nacional a conversar sobre el tema, pero notándose Latcham algo incrédulo respecto a la historia de un fantástico tesoro escondido en el norte de Chile, el "Doctor Cohe" le revela algunas pruebas materiales, una placa cobre y otra de oro con extrañas inscripciones que él compró y vio casualmente en una vitrina de una joyería, la cual Castro había vendido en su viaje a Santiago, la placa de cobre había quedado empeñada en la pensión donde se alojó. Latcham con estas pruebas pidió al director general los fondos necesarios destinados a seguir la investigación en la zona de Guayacán, dirigiéndose en el mes de octubre de 1930 con el doctor Cohe a Coquimbo.
Luego de varias confabulaciones creadas por el señor X y Castro para confundir a Latcham, este finalmente logra ganarse la confianza de Manuel Castro, facilitándole este casi toda la documentación e información que tenía en su poder. Con los conocimientos que ambos poseen según su experiencia logran avanzar rápidamente en el desarrollo de la investigación identificando en el terreno una serie de triangulaciones, cavernas y señales en los roqueríos descritos en los pergaminos. Además al mismo tiempo comienza a llegar la información del traductor de Buenos Aires, que el señor X había contactado, de modo que el enigma se empieza a descifrar. Sin embargo justo en ese momento a Latcham se le acaban los fondos y debe retornar a Santiago a entrevistarse con el director general del DIBAM. De ahora en adelante el único modo de comunicación entre Castro y Latcham es a través de cartas, con el tiempo cada vez más esporádicas, donde relata sus grandes avances en el descubrimiento del tesoro de la bahía de Guayacán hasta que un día Castro simplemente deja de enviar informes y desaparece para siempre.

### Tercera parte
Este es el capítulo del libro en que reúne la mayor cantidad de sucesos fantásticos e incluso disparatados de la novela.
Latcham reuniendo toda la información que le había entregado Castro a través de las traducciones de Buenos Aires y las que el mismo había estudiado procede a ordenar los antecedentes encontrados descifrando gran parte de la historia y claves que los "piratas" habían dejado descritos en los pergaminos y placas de cobre, afirmando a la vez que estas antiguas narraciones se encuentran plagadas de incongruencias históricas. El relato que nos ofrece el autor se enfoca a fines de 1599 o a principios de 1600, en esas fechas llegan a la bahía de Guayacán dos desconocidos buques piratas cuyos capitanes se llamaban Subatol Deul y Ruhual Dayo. Supuestamente encantados con la seguridad del fondeadero resolvieron establecer allí su cuartel general. Pasaron algunos meses sin que sucediera nada que les molestara. Hacían sus salidas, pero siempre volvían a su bahía predilecta.
A fines de mayo, a su regreso de una excursión al norte, hallaron otro buque anclado allí, el cual, al verlos entrar, izó la bandera inglesa. Las naves de Dayo y Deul inmediatamente izaron la bandera negra de la piratería aprestándose para el combate.En contestación el buque "intruso" lanzó al agua un bote, en el cual se embarcaron algunos hombres, dirigiéndose a la nave de Deul. Uno de ellos subió a bordo resultando ser nada menos que Enrique Drake, un ficticio hijo del famoso Sir Francis Drake. A raíz de esta reunión los tres corsarios o piratas resolvieron fundar una liga e invitar a entrar en ella a todos los piratas que operaban en el Pacífico. Esta se llamaría la Hermandad de la Bandera Negra, y su asiento principal de aprovisionamiento y de reunión sería aquella bahía, que llamaban "El Refugio". De esta manera con los años se integran a la hermandad una serie de desconocidos piratas salidos de la imaginación del autor llamados Sevartay, De Baniel, Sumastage, Madel Saden, etc.
Esta presunta "hermandad de piratas" única en su tipo en la historia de Sudamérica ocupó la bahía de Guayacán como refugio, lugar de descanso y almacenamiento de tesoros por unos 40 años, llegando incluso a trabajar minas de oro en las cercanías, construir un fuerte con cañones, cavar hipotéticas bóvedas y cavernas subterráneas para esconder sus fabulosos tesoros, relacionarse con los nativos del lugar y asombrosamente pasar totalmente desapercibidos por las autoridades españolas de la época. Lamentablemente los días de la hermandad de la bandera negra llegarían a su fin en el año 1640. Deul, Dayo y Drake, en una de sus salidas tropezaron con una flota española, aparentemente la misma que había enviado el virrey hacia Valdivia, y sufrieron una derrota, en la cual Drake fue muerto y Deul perdió su galeón, pero pudo escapar en el navío de Dayo, llevando consigo el tesoro que conducía a bordo, al llegar a tierra lo sepultó en algún lugar de la bahía de Guayacán, dejando antes una serie de pistas escritos en pergaminos hecho de piel de nutria y placas de cobre que luego enterró en jarrones de arcilla por toda la costa. Supuestamente estos mismos jarrones de arcilla con pergaminos de piel de nutria en su interior y las placas de cobre son los que encontró Manuel Castro en perfecto estado unos 300 años después y dieron origen a esta historia.

## Controversia
Durante casi un siglo, diversos autores chilenos y extranjeros han tomado el libro "El tesoro de los piratas de Guayacán": Relación Verídica, como una obra científica de consulta histórica por el simple hecho de ser escrita por Ricardo Latcham sin hacer mayor análisis de lo expuesto en la narración.

## Veracidad
Desde el punto de vista científico, la obra claramente no se trata de una investigación de carácter científico - histórico, puesto que carece de un análisis acabado de los elementos supuestamente encontrados en las costas de la bahía de Guayacán, sumado a ello no se citan fuentes, ni se agregan bibliografías como referencias. En su conjunto el libro más bien se trataría de una especie de novela de misterio con base histórica. Sumado a esto el autor comete una serie de incongruencias, intencionadamente o no, en su narración que se detallan a continuación.
- La bahía de Guayacán no fue descubierta por Francis Drake en 1578, sino por Diego de Almagro y luego Pedro de Valdivia, considerando además que La Serena ya había sido poblada en 1544 y se empezó a dar uso a los puertos en esa misma época.[11][12][13]
- El pirata Davis no visitó la zona en 1693, sino en 1686.[14]
- La bahía de Guayacán no fue un punto de reunión de todos los corsarios y filibusteros y piratas que navegaban el Pacífico. Sharp, Edward Davis, William Knight, el buque San Luis y Jorge Anson no entraron ni recalaron en la bahía de Guayacán.[15][16]
- A su vuelta en Europa, Francis Drake no popularizó la bahía de Guayacán o La Herradura como un lugar de descanso para navegantes en el Pacífico, de hecho ni siquiera desembarcó ni descansó en ella.[17][18]
- Francis Drake no denominó a Guayacán con el nombre de "el refugio", difícilmente pudo nombrar así a un lugar donde fue enérgicamente perseguido y uno de sus hombres capturado por los españoles fue decapitado y mutilado frente a sus ojos.[19]
- Francis Drake no tuvo descendencia, por esta razón su título nobiliario fue entregado a su sobrino también llamado "Sir Francis Drake", 1° Drake Baronet (1588-1637),[20] hijo de Thomas Drake; es una incongruencia histórica ubicar a un presunto hijo de Drake llamado Enrique Drake fundando una hermandad de piratas en Guayacán. Obviamente Enrique Drake es un personaje ficticio.
- La escuadra que envió el virrey del Perú, Pedro de Toledo y Leiva, hacia Valdivia no entró en Guayacán, ni encontraron pirata alguno en la zona como menciona Latcham.
- No existen registros de que haya ocurrido una batalla naval entre la escuadra del Virrey y piratas en la bahía de Guayacán.
- La escuadra que envió el virrey hacia Valdivia no tenía la intención de atacar a piratas holandeses en la zona, sino repoblar y construir fortificaciones.[21] El capitán Alonso de Mujica, enviado por el mismo virrey, ocho meses antes de que partiera dicha escuadra desde el Callao(diciembre de 1644) sabía que la expedición pirata de Hendrick Brouwer se había marchado de Valdivia y desistido de su empresa en octubre de 1643.[22]

Como se puede observar al analizar la información errónea y ficticia del libro, que la obra no se trata de una investigación, sino una novela. De partida, según fuentes reales se hace prácticamente imposible la existencia de una "hermandad de piratas" en Guayacán y que esta pudiera coexistir libremente cerca de una ciudad española (La Serena) para cavar sus túneles de tesoros, descansar, explorar la zona y trabajar minas de oro por más de 40 años, sabiendo que los pobladores y milicias españolas solían repeler duramente a sus enemigos y generalmente tenían noticia de su llegada días antes de que estos lograran desembarcar. A modo de ejemplo, sólo en La Serena de cinco ataques de piratas apenas uno de ellos y por cuestión de azar logra ser favorable para los ingleses (Sharp). (ver "Anexo:Expediciones a Chile hostiles a España durante la colonia")
Respecto a las personas que participaron en la búsqueda, hasta la fecha no existen registros del paradero de Manuel Castro, ni personas que confirmen ser sus familiares cercanos, tampoco se conoce la ubicación de su antiguo domicilio en Coquimbo. La misma situación ocurre con el doctor Cohe y los demás personajes del libro. No existen documentos que verifiquen la petición de Latcham a los ministerios para llevar a cabo una investigación en la bahía de Guayacán. Todas las evidencias materiales de la "investigación" que podían ser autenticadas mediante criterios científicos fueron quemadas o perdidas misteriosamente, los únicos elementos que se conservan son algunas placas metálicas en manos de privados que hasta la fecha ningún museo o institución científica se ha interesado en certificar.
El mismo Latcham declara en su libro que mucha información encontrada en los pergaminos presuntamente enterrados en Guayacán posee información histórica incorrecta o poco creíble, además todas las inscripciones y mensajes que se cree fueron dejados por piratas están escritos con signos y letras orientales o hebreas, pero su lectura y gramática fue ordenada para ser entendida en idioma español, sin embargo, ninguno de los piratas mencionados en el libro tenía nacionalidad española.
En las siguientes líneas se detallan todos los elementos e información histórica errónea descritos en los pergaminos y placas encontradas por Manuel Castro y Latcham en Guayacán.
- No existen fuentes históricas que avalen la existencia de los piratas Enrique Drake, Subatol Deul, Ruhual Dayo, Sudel Deul, Sevartay, De Baniel, Sumastage, Madel Saden y Fedel Sida[27] y menos que estos pudieran fundar una hermandad llamada "De la bandera negra".
- No existen registros de una batalla naval en la bahía de Guayacán ni en la zona.
- No existen registros de un fuerte construido por piratas en la bahía de Guayacán, y menos que este pudiera contar con un cañón para proteger la bahía de ataques españoles.
- Las cantidades de oro anotadas en pergaminos y placas son estratosféricas y fuera de lugar, según el análisis hecho por el premio nacional de historia Jorge Pinto Rodríguez,[28] de 17 piratas que surcaron los mares del Pacífico, sólo seis pasaron o tocaron la bahía de Coquimbo, de esos seis únicamente Edward Davis traía riquezas en sus barcos y, como es sabido, este pirata fue duramente repelido por las milicias de La Serena en la iglesia de Santo Domingo, logrando escapar a duras penas hacia sus barcos dejando atrás más de una decena de piratas muertos.[14]
- No existen registro de un navegante portugués llamado Adol Cicop, el cual los españoles hundieron su buque y dejaron prisionero en la península de Coquimbo por 43 años (referencia).
- Difícilmente los piratas Dayo y Deul, después de la supuesta batalla naval, se pudieron haber mezclado con los nativos del lugar, ya que la mayoría de estos grupos estaba subordinado a la corona española. De hecho Francis Drake en Guayacán fue atacado conjuntamente por españoles y nativos llamados camanchacos. Este mismo pirata meses antes había sido herido por nativos en el sur de Chile mientras hacían aguada, su sobrino John Drake junto a otros piratas fueron capturados por indios charrúas en el Río de la Plata, su estancia con estos nativos fue tan penosa y cruel que finalmente decidieron escapar para entregarse a las autoridades españolas en Buenos Aires.
- En una de las placas de cobre descubiertas en Guayacán aparece dibujado erróneamente un cañón del siglo XIX o XX en vez de uno correspondiente al siglo XVII.[29]

## Curiosidades
Se cree que la obra "Los piratas de Guayacán" forma parte de una ingeniosa gran broma creada por Ricardo Latcham y Harold T. Wilkins, un escritor inglés de temáticas seudocientíficas. Hacia 1933 ambos autores probablemente se conocían y mantenían al tanto de las obras que estaban escribiendo, Algunos investigadores sugieren que los libros “Captain Kidd and his Skeleton Island” (1937) de Wilkins y “El Tesoro de los piratas de Guayacán” (1935) de Latcham se complementan en su información.
Harold T Wilkins llega incluso a citar a Ricardo Latcham en su libro: “Modern Buried Treasure Hunters” (Modernos cazadores de tesoros enterrados), pero extrañamente en 1934, un año antes de que se publicara en Chile “El Tesoro de los piratas de Guayacán”, este libro además nunca ha tenido una versión en inglés.
El libro “Treasure Island” de Wilkins apareció el mismo año que “El tesoro de los piratas de Guayacán” de Ricardo Latcham.
La obra "Los piratas de Guayacán" en Chile dio lugar para que en el año 1946 inspirara otra novela de ficción relacionada con búsquedas de tesoros llamada "El derrotero del cerro plomo, narración verídica" escrita por Jean Arondeau.

## Conclusión
Las incongruencias e información errónea encontradas en “El Tesoro de los piratas de Guayacán” comprueban ampliamente que este controversial libro se trata solamente de una atractiva novela de ficción con una buena base histórica estructurada a modo de investigación, escrita por un hombre de gran peso intelectual en su época y con una capacidad de opinión casi incuestionable por sus pares.
A pesar de ello, la obra no puede tildarse de fraude, ya que Latcham sólo se limita a describir lo encontrado y aportar algunos datos históricos dudando muchas veces de la autenticidad de los objetos "desenterrados" en Guayacán.
Ricardo E. Latcham, destacado arqueólogo, antropólogo, autor de numerosas obras científicas e históricas, director del Museo Nacional de Historia Natural de Chile deja en manos de los lectores el trabajo de descifrar el "enigma del tesoro" entregándonos una pista en las últimas líneas de su libro.

“Y ahora, lectores, dejamos a vuestro ingenio el deshilvanar la trama de este misterio, deseándoos mejor suerte que las que nos ha tocado en nuestra investigación del asunto..."